# إنزو ساكي
إنزو ساكي (بالإيطالية: Enzo Sacchi)‏ مواليد 6 يناير 1926 في فلورنسا - الوفاة 12 يوليو 1988 في فلورنسا، كان دراج إيطالي. سبق أن شارك في دورة الألعاب الأولمبية الصيفية وفاز بميدالية أولمبية.

## الميداليات
| الميدالية | المسابقة                       |
| --------- | ------------------------------ |
| ذهبية     | الألعاب الأولمبية الصيفية 1952 |

## روابط خارجية
- إنزو ساكي على موقع أرشيف الدراجات (الإنجليزية)
- إنزو ساكي على موقع CycleBase (الإنجليزية)
- إنزو ساكي على موقع اللجنة الأولمبية الدولية (الإنجليزية)
- إنزو ساكي على موقع أوليمبيديا (الإنجليزية)
- إنزو ساكي على موقع اللجنة الأولمبية الإيطالية (الإيطالية)